# Sylfion

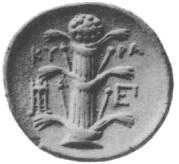
Moneta greckiej kolonii Kyrene przedstawiająca silphium

Sylfion (gr. σίλφιον – sílphion, łac. silphium, w literaturze często używa się nazwy łacińskiej) – roślina, której sok stanowił jeden z głównych towarów eksportowych starożytnej kolonii greckiej, Kyrene (Cyreny), znany i stosowany w całym basenie Morza Śródziemnego. 
Roślina wyglądem miała przypominać wielki koper, a jej owoce mogą być pierwowzorem symbolu serca.
Przypisywano jej liczne właściwości – była uznawana za panaceum, środek antyseptyczny, przeczyszczający, antykoncepcyjny i wczesnoporonny, a zarazem za przyprawę. 
Objęta była monopolem państwowym, a handel nią podlegał ścisłej kontroli. Zachowała się czara przedstawiająca czwartego króla Kyreny, Arkezilaosa II, który w cieniu baldachimu nadzoruje pakowanie i dzielenie towaru – zapewne przeznaczonego do eksportu silphium. 
W sztuce pt. Tragarze Hermippos wymienił zbiór towarów, które drogą morską docierały do Aten w V wieku p.n.e. Na pierwszym miejscu umieścił właśnie silphium. 
Znaczenie rośliny obrazują także monety Kyreny, na których jest ona przedstawiona. W późniejszych czasach roślina ta miała niezwykłą wartość dla Rzymian. Przechowywali oni silphium w publicznym skarbcu, wraz ze złotem i srebrem. 
Silphium stosowano do schyłku starożytności, kiedy roślina ta prawdopodobnie wyginęła. Nie udało się jednoznacznie zidentyfikować jej z żadnym znanym gatunkiem. 
Współcześnie nazwę Silphium nosi rodzaj roślin z rodziny astrowatych.